# Horace Lindrum

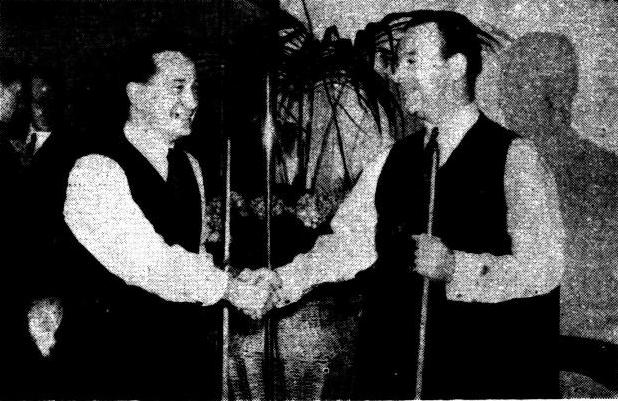
Horace Lindrum (links) en Joe Davis geven elkaar de hand aan het begin van de finale van het WK 1946

Horace Lindrum (Sydney, 15 januari 1912 - aldaar, 20 juni 1974) was een Australische snooker- en biljartspeler. Lindrum, een neef van Walter Lindrum (eveneens een professioneel biljarter), speelde tussen 1931 en 1957 snooker op professioneel niveau.
Na driemaal de finale van het wereldkampioenschap snooker te hebben verloren van Joe Davis, in 1936, 1937 en 1946, versloeg Lindrum in de finale van 1952 Clark McConachy met een score van 94-49 en werd hij daarmee de eerste niet-Britse speler die de wereldtitel behaalde. Het toernooi van 1952 was echter sterk gedegradeerd door de afwezigheid van de meeste professionele spelers, die hun eigen toernooien organiseerden in deze periode. Het zou Lindrums enige grote snookertitel blijven.
Horace Lindrum overleed in 1974 in zijn geboortestad.
Joe Davis · Walter Donaldson · Fred Davis · Horace Lindrum · John Pulman · John Spencer · Ray Reardon · Alex Higgins · Terry Griffiths · Cliff Thorburn · Steve Davis · Dennis Taylor · Joe Johnson · Stephen Hendry · John Parrott · Ken Doherty · John Higgins · Mark Williams · Ronnie O'Sullivan · Peter Ebdon · Shaun Murphy · Graeme Dott · Neil Robertson · Mark Selby · Stuart Bingham · Judd Trump · Luca Brecel · Kyren Wilson · Zhao Xintong